# Thomas Blondeau
Thomas Blondeau (Poperinge, 21 juni 1978 – aldaar, 19 oktober 2013) was een Vlaamse schrijver, dichter en journalist.
Hij studeerde aan de Katholieke Universiteit Leuven en aan de Universiteit Leiden (literatuurwetenschap). Hij schreef voor onder andere Mare, Deng, De Revisor en Dif.
Na vele poëzievoordrachten en gepubliceerde korte verhalen, verscheen in 2006 zijn debuutroman eX, die met name in België goed ontvangen werd. Begin 2010 verscheen zijn tweede roman, Donderhart.
In 2011 was hij samen met Hassan Bahara samensteller van Agents-provocateurs : 20 onder 35 : een selectie van de origineelste jonge schrijvers uit Nederland en Vlaanderen. In datzelfde jaar stelde Blondeau ook Hard en teder : Nederlandse en Vlaamse erotica samen, eveneens een bundel verhalen van hedendaagse Nederlandstalige auteurs.
Op de Boekenbeurs Antwerpen speelde hij de 'boekendokter'. Gekleed in een doktersjas luisterde hij naar de kwalen van de boekenbeursganger en schreef hij boeken voor, als remedie voor de aandoening. Thomas Blondeau publiceerde ook 'voorschriften' op Cobra.be.
Thomas Blondeau overleed op 19 oktober 2013 onverwacht aan een aortaruptuur in zijn geboorteplaats Poperinge.
Roderik Six publiceerde in 2014 De boekendokter, waarin de recepten van Blondeau gebundeld worden.
In 2016 bracht Ilja Leonard Pfeijffer Brieven uit Genua uit, waarin Thomas Blondeau voorkomt.
Arjen van Veelen publiceerde in 2017 de roman Aantekeningen over het verplaatsen van obelisken. Een van de hoofdpersonages was gebaseerd op Blondeau.